# Великоніг джунглевий
Великоніг джунглевий (Megapodius freycinet) — вид куроподібних птахів родини великоногових (Megapodiidae).

## Назва
Вид названо на честь французького мандрівника Луї де Фрейсіне (1779—1841).

## Поширення
Ендемік Індонезії. Поширений на Молуккських островах та Раджа-Ампат на сході країни. Живе у тропічних і субтропічних низовинних дощових лісах, включаючи мангрові ліси.

## Опис
Птах завдовжки 34-41 см. Має темно-коричневе оперення, лише голова і черево забарвлені в сірий колір. Шкіра навколо очей і вух не покрита оперенням. На голові є невеликий гребінь. Дзьоб помаранчевий, а ноги червонуватого кольору.

## Спосіб життя
Відкладає свої яйця в курган, виготовлений із землі, змішаної з листям, піском, гравієм та гілками, діаметром 11 м і висотою майже 5 м. У кладці до 10 яєць. Інкубація триває 60–80 днів. Пташенята вилуплюються повністю розвиненими, і майже відразу стають самостійними, хоча батьки ще деякий час охороняють виводок.

## Підвиди
- M. f. forsteni (GR Gray, 1847)(disputed)
- M. f. oustaleti (Roselaar, 1994) (disputed)
- M. f. quoyii (GR Gray, 1862)(disputed)
- M. f. freycinet (Gaimard, 1823)